# Eselsbach (Else)
Der Eselsbach ist ein linker  Nebenfluss der Else im Nordosten des deutschen Bundeslandes Nordrhein-Westfalen. Das Gewässer gehört zum Flusssystem der Weser und entwässert einen kleinen Teil des Ravensberger Hügellandes.